# Pithomyces quadratus
Pithomyces quadratus är en svampart som först beskrevs av George Francis Atkinson, och fick sitt nu gällande namn av M.B. Ellis 1960. Pithomyces quadratus ingår i släktet Pithomyces och familjen Pleosporaceae.   Inga underarter finns listade i Catalogue of Life.